# Rocznik Historii Sztuki
Rocznik Historii Sztuki – czasopismo poświęcone sztuce, wydawane od 1956 przez Komitet Nauk o Sztuce Polskiej Akademii Nauk.
Redakcja:
- Juliusz A. Chrościcki
- Andrzej Grzybkowski
- Ryszard Kasperowicz (redaktor naczelny)
- Mateusz Salwa
- Joanna Sosnowska
- Kamila Dworniczak (sekretarz redakcji)

Komitet Redakcyjny:
- Wojciech Bałus
- Joanna Inglot (USA)
- Harry Mount (Wielka Brytania)
- Paul Taylor (Wielka Brytania)
- Wolf Tegethoff (Niemcy)